# Klor
Klor (latinskt namn Chlorum; bildat av grekiska chlō'ros, 'gulgrön', 'ljusgrön') är ett icke-metalliskt grundämne. Det tillhör gruppen halogener och används bland annat som desinfektionsmedel. Det ingår som beståndsdel i olika salter, inklusive natriumklorid – koksalt.

## Egenskaper
Rent klor förekommer som klorgas med formeln Cl2. Klorgas är en gulgrön gas med en mycket stark lukt och reagerar direkt med de flesta ämnen. Gasen är giftig och skapar stor irritation i andningsorganen vid inandning, vid högre koncentrationer är den dödlig, dock krävs det en koncentration på 1 000 ppm, jämfört med de 3,5 ppm som krävs för att man överhuvudtaget skall känna lukten av ämnet. Rent klor är väldigt sällsynt i naturen, men det är relativt lätt att framställa. Det finns reaktioner med t.ex. klor och väte som tillsammans reagerar explosivt.

## Förekomst
Klorföreningar är vanliga i naturen och livsviktiga för nästan alla livsformer, däribland människan. Eftersom klor är ganska elektronegativt förekommer klor främst som en jon, kloridjon, i föreningar med malmer och mineraler. Kloridjonen är en del i många salter (klorider) och finns därför i stor mängd i saltvatten. Klor är en kemisk del av vanligt salt (natriumklorid).
Många organiska klorföreningar har framställts syntetiskt. I dessa föreningar är kloratomer vanligtvis kovalent bundna till kolatomer. Bland organiska klorföreningar återfinns plaster som PVC, många läkemedel och sötningsmedlet sukralos, men också miljöfarliga ämnen som CFC och PCB.

## Användning
Klor används vid tillverkning av kalciumhypoklorit (Ca(ClO)2) som används till klorering av simbassänger. I såväl simbassänger som kommunalt dricksvatten används även natriumhypoklorit (NaClO) som bakteriedödande medel. Natriumklorid (NaCl) används för halkbekämpning på vägar. Vägsaltet sänker vattnets fryspunkt från 0 ned till ca 8–13 minusgrader, beroende på lösningens slutliga koncentration. Ishalka vid måttlig kyla kan förebyggas genom att utifrån bra väderprognoser salta strax innan vattnet fryser. Natriumklorid används även inom matlagning och kallas då för koksalt.
Klorgas har också använts som kemiskt vapen med första tillfället vid Andra slaget om Ypern den 22 april 1915 då Tyskland använde gasen mot fransk-algeriska soldater.

## Historia
Gasen upptäcktes först av den svenske kemisten Carl Wilhelm Scheele 1774 vid hans studier av brunsten, men fick sitt namn av Humphry Davy som hävdade att det var ett grundämne.
Scheele publicerade resultaten i första delen av sin artikel Om brunsten eller magnesia och dess egenskaper i Kongl. Vetenskapsakademins Handlingar. Han trodde att gasen innehöll syre, och det var först 1810 som Humphry Davy föreslog att klor var ett grundämne. Det tog dock många år innan detta var allmänt accepterat bland kemisterna.